# Batalla de la Panadella
La batalla de la Panadella de 1837 fou una de les batalles de la primera guerra carlina.

## Antecedents
A Catalunya, la rebel·lió de Josep Galceran i Escrigàs a Prats de Lluçanès el 5 d'octubre va ser sufocada pel capità Manuel de Llauder i de Camín i Galceran va fugir a França. A Morella es va proclamar rei a Carles V el 13 de novembre, tot i que va ser ocupada per forces liberals el 10 de desembre.
Les nombroses partides actuaven sense coordinació mentre a les zones liberals esclataven les bullangues contra els ordes religiosos fonamentalment pel seu suport als carlins durant la guerra civil.
El comandament del Pretendent va enviar un contingent de forces del territori carlista basco-navarrès, seleccionat entre els més experimentats batallons dels quals disposava, l'agost de 1835, sota el comandament de Juan Antonio Guergué. Arribat a la seva destinació Guergué, va aconseguir agrupar una nombrosa força, intentant prendre Olot però fracassant en l'intent. Després de la marxa de Guergué de Catalunya van assumir el comandament Ignasi Brujó. A principis de 1836 els carlins estaven força mobilitzats, amb accions en tot l'interior de Catalunya, intentant prendre alguna població d'importància que els servís de quarter general i Benet Tristany prengué El Bruc el març, però les partides carlines seguien disperses i auxiliades pel territori, cosa que impedia ls seva persecució pels liberals fins que l'agost de 1836 Rafael Maroto rellevà Ignasi Brujó que a principis de setembre posà setge a Sant Quirze de Besora, que fou aixecat per Joaquín Ayerbe, qui el derrotà poc després a la batalla de Montesquiu, i Maroto es dirigí a Elna, on fou capturat i empresonat a Perpinyà, sent substituït per Blas María Royo de León.

## Batalla
En 18 de febrer de 1837 els carlins del General Benet Tristany van atacar a La Panadella un comboi custodiat pel comandant liberal Francesc Antoni d'Oliver, coronel de la segona brigada, el qual en veure's encerclat va ordenar l'atac amb baioneta, però no fou seguit pels seus soldats i es rendí.

## Conseqüències
Els carlins capturaren 700 homes i els supervivents liberals es retiraren en desordre a Cervera, Benet Tristany capturà 800 fusells, va fer afusellar prop de 250 presoners, i assetjà Solsona durant 10 dies, prenent-la el 22 d'abril. El 12 de juny de 1837, va rendir Berga, que es convertí en la capital del carlisme català fins a la fi de la guerra, i el 27 de juliol de 1837 conquerí Ripoll.